# Bruchwiesen
Koordinaten: 49° 52′ 27″ N, 7° 33′ 41″ O
Das Naturschutzgebiet Bruchwiesen liegt im Landkreis Bad Kreuznach in Rheinland-Pfalz. Das 6,7 ha große Gebiet, das im Jahr 1992 unter Naturschutz gestellt wurde, erstreckt sich nordwestlich von Pferdsfeld, das zur Stadt Bad Sobernheim gehört. Südlich verläuft die Landesstraße L 229.
Schutzzweck ist die Erhaltung und die Entwicklung des Gebietes
- als Standort seltener in ihrem Bestand bedrohter wildwachsender Pflanzen und Pflanzengesellschaften, insbesondere von Borstgrasrasen, Orchideenvorkommen und wechselfeuchten Magerwiesen
- als Lebensraum bestandsbedrohter Tierarten
- aus wissenschaftlichen Gründen